# Кванго (провинция)
Кванго (фр. Kwango) — провинция Демократической Республики Конго, расположенная на западе страны.

## География
До конституционной реформы 2005 года Кванго была частью бывшей провинции Бандунду. Административный центр — город Кенге. Провинция расположена к юго-западу от реки Кванго.
Население провинции — 1 994 036 человек (2005).

## Территории
- Феши[англ.]
- Кахемба[англ.]
- Касанго-Лунда[англ.]
- Кенге
- Попокабака[англ.]